# アルファロメオ・アルファ6
アルファ6 （Alfa 6 、Alfa sei 、アルファセイ）は イタリアの自動車メーカー・ アルファロメオ が1979年から1985年まで生産した大型高級乗用車である。

## 概要
ベースとなったのは2,000ccクラスの中型車、アルフェッタで、ドアパネルなど共用部品も多く、サスペンションも共用しているため車格の割に妙に車幅が狭いスタイルとなった。これは、6は1969年に生産中止された2600の後継車として、1972年デビューのアルフェッタに先行して開発されていたためで、開発が遅れて1973年の第一次オイルショックに遭遇し、発売がアルフェッタに実に7年も遅れてしまったためであった。このため、6のスタイルは発売当初から古めかしかったが、その割にはcd値は0.41と優秀な値を示した。またトップモデルらしくアルファロメオとしては異例に装備も充実しており、パワーステアリング、集中ドアロック、電動ミラー、リミテッドスリップデフ、衝突時の燃料自動カットオフ機構などが標準装備されていた。
1983年にはマイナーチェンジされ、ヘッドライトが角型2灯式に改められ、内外装が改められた。1985年にアルファロメオ・90に世代交代して生産中止されるまでに1万2,070台が生産された。しかし、登場が遅きに失したため、商業的に成功作にならなかった。
日本にはデビュー直後、当時の正規代理店伊藤忠オートによって、サンプル的に数台が輸入された。

## V型6気筒エンジン
6で特筆されるのは新設計のV型6気筒SOHCエンジンがこの車で初めて市販化されたことである。当初は2,500cc、158馬力/5,600rpm、6キャブレター（調整が難しかった）であった。このエンジンはその後改良が重ねられ、164/155/156/166/GTV＆スパイダーなど長きにわたってアルファロメオ各車や、同じフィアット系列のランチアの車種であるテーマ/カッパ/テージスなどにも搭載されており、傑作エンジンとして評価が高い。1983年のマイナーチェンジ後は6キャブレターがボッシュLジェトロニック燃料噴射に改められた（出力は158馬力のまま）。またイタリア国内向けの2000ccキャブレターエンジン（2.0V6:1,997cc135馬力）、VMモトーリ製2,500cc5気筒ターボディーゼル版（2.5TD:2,494cc105馬力）も追加された。（生産台数内訳は2500キャブレター5,748台、2500インジェクション1,574台、2000キャブレター1,771台、2500ディーゼル2,977台）